# Duo Fischbach

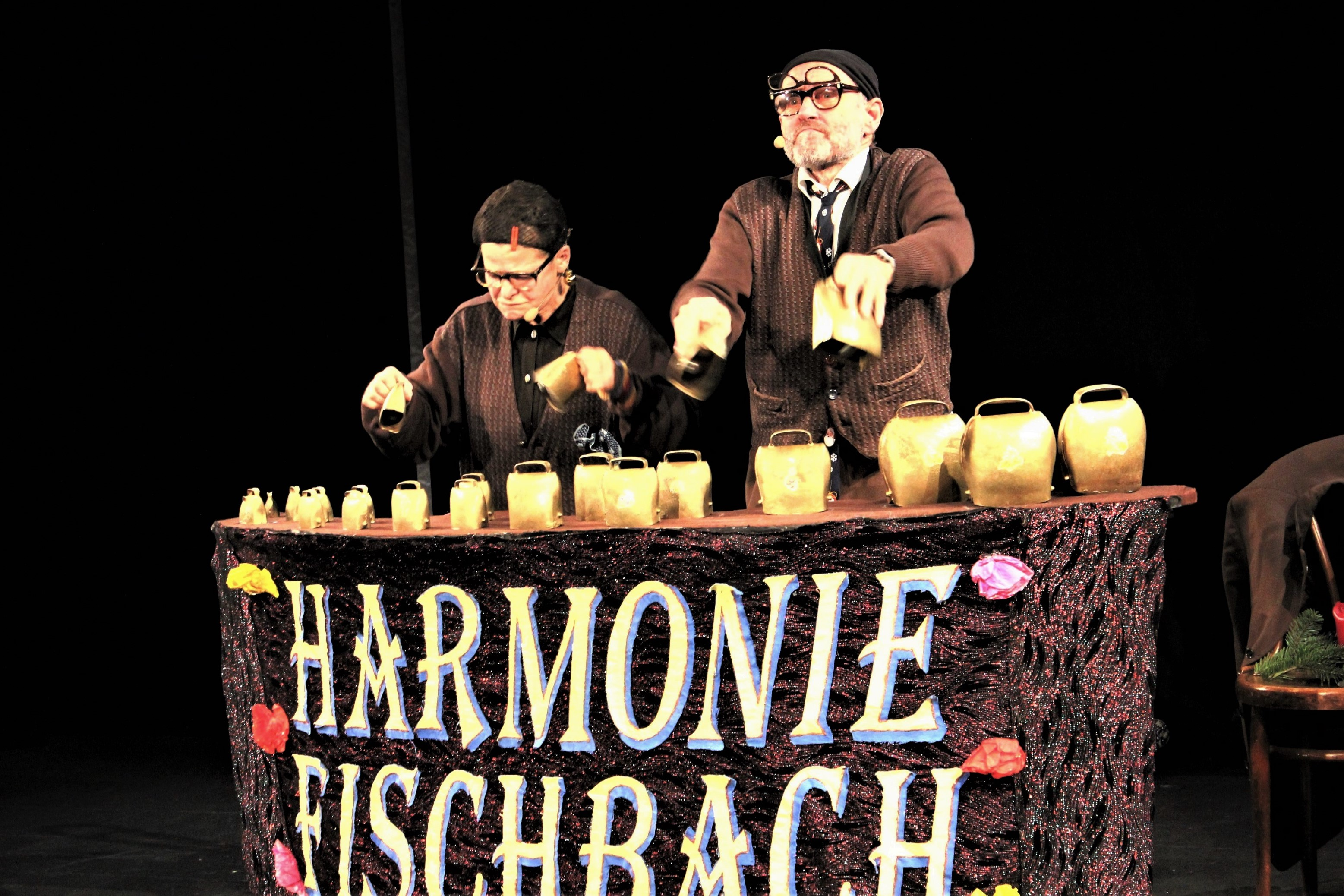
Duo Fischbach (2012)

Das Duo Fischbach war ein Schweizer Komiker-Duo, bestehend aus Antonia Limacher (* 1953) und Peter Freiburghaus (1947–2022), die als Lilian und Ernst Fischbach auftraten. 
Sie stellten ein Ehepaar dar, das fast immer im Streit liegt. Die schmuddeligen Kostüme, die sie trugen, liessen die Künstler älter aussehen, als sie waren. 1997 wurde das Duo in der Kategorie Kabarett/Kleinkunst mit einem Prix Walo ausgezeichnet.
Am 10. August 2017 kündigte das Duo an, keine weiteren Auftritte mehr zu bestreiten, da Peter Freiburghaus an Hautkrebs leide. Das Theater wurde von Jeannette Tanner, welche das Theater zusammen mit Peter Freiburghaus im 2008 gründete, abgekauft und weitergeführt.

## Antonia Limacher
Limacher erhielt eine Ausbildung an der Schauspiel-Akademie Zürich, Max Reinhardt Seminar, Wien und der  Schule von Philippe Gaulier, Paris. Danach war sie am  Mad Theater, Schweiz, Ensemble Theater Wien, Steirischer Herbst, Vienna Art Orchestra, ARGE Kabarett, Wien, Theater am Neumarkt Zürich, Stadttheater Luzern und Die Claque, Baden beschäftigt.

## Geschichte
1987 erarbeitete das Duo die Figuren der Lilian und des Ernst Fischbach. Die Künstler begannen als Strassenkünstler und in Kellertheatern in Bern und Winterthur.
Der Durchbruch gelang nach der Gründung des eigentlichen Duos Fischbach im Jahr 1990 mit ihrem ersten Stück Fischbachs Weihnachten. Die komische Geschichte wurde während sechs Wochen in der Mühle Hunziken in Rubigen aufgeführt. 1992 wurde das Duo Fischbach zur allerersten Austragung des Arosa Humor-Festivals eingeladen.
Das Duo begleitete den Circus Knie 1998 und 2004 auf seiner Tour durch die Deutschschweiz. 1999 sendete TV3 zehn Folgen des nun in der Schweiz und in Deutschland bekannten Duos.
Im September 2008 eröffnete das Duo Fischbach sein eigenes Theater in Küssnacht.
Oft wurde in der Sendung Kassensturz des Schweizer Fernsehens kurz vor Weihnachten der Sketch Der Weihnachtsbaum vom Duo Fischbach gezeigt. In dem Sketch beschwert sich das Ehepaar darüber, dass der Händler einen Weihnachtsbaum vom letzten Jahr nicht umtauscht, obwohl er doch alle Nadeln verloren habe und vertrocknet sei.

## Komödien
- 1990: Fischbachs Weihnachten
- 1991: Fischbachs Hochzeit
- 1996: Fischbachs Kinder
- 2003: Fischbachs Hochzeit (Wiederaufnahme)
- 1998 und 2004: Zirkus Fischbach
- 2005: Türkischer Honig oder Fischbachs Erbe
- 2015: Endspurt